# Skjöldungs
Le vieux norrois Skjöldung (au pluriel Skjöldungar), comme le vieil anglais Scylding (au pluriel Scyldingas) signifient « Gens de Skjöld / Scyld », c'est-à-dire les membres d'une famille royale légendaire danoise, en particulier ses souverains. Le nom est expliqué dans de nombreux textes, comme celui de Friedrich Christoph Dahlmann Recherche sur le champ historique (allemand : Forschungen auf dem Gebiete der Geschichte), par le fait que cette famille descendrait d'un roi éponyme Scyld, mais ce nom est parfois appliqué aux dirigeants qui auraient régné avant lui, et ce roi supposé peut être une invention pour justifier ledit nom. Il existait une saga scandinave sur cette dynastie, la saga Skjöldunga, mais elle ne nous est parvenue que sous la forme d'un résumé en latin d'Arngrímur Jónsson.

## De Skjöld à Halfdan
Le nombre, les noms et l'ordre des rois Skjöldung varient fortement jusqu'à l’avènement d'un certain Halfdan/Healfdene/Haldanus. Les souverains mentionnés avant lui sont généralement considérés comme relevant de la légende que de l'histoire.
Selon le Livre 1 de la Gesta Danorum de Saxo Grammaticus', Skjöld a comme successeur un fils nommé Gram (en). Toutefois gram est aussi un simple adjectif signifiant "féroce" et un surnom communément joint au titre roi  "Roi" : il se peut que Saxo ou ses sources aient mal interprété des récits se référant, comme gram, à Beaw/Bjárr (en) fils de Skjöld — ou à un autre personnage surnommé gram — et considéré qu'il s'agissait d'un patronyme. Saxo indique ensuite que ce Gram devient le père de Hadingus (en), et il fait de ce Hadingus le père du roi Frotho Ier, lui-même père de Haldanus Ier.

## Halfdan et ses descendants
Selon tous les récits, Halfdan est le père de Helgi (nommé Halga dans le Beowulf) et de Hróar (nommé Hrothgar dans le Beowulf). Helgi est le père du fameux Hrólfr Kraki (nommé Hrothulf dans le Beowulf). Dans le Beowulf, un troisième fils de Healfdene/Halfdan/Haldanus, nommé Heorogar, est le père de Heoroweard (en) qui correspond au Hjörvard des vieux récits scandinaves, où les parents de Hjörvard ne sont pas mentionnés. Les anciens textes précisent que Hjörvard est l'époux de la sœur de Hrólf et indiquent que Hjörvard se rebelle contre le roi Hrólf Kraki qui est brûlé vif dans sa salle de réception. Hjörvard est lui-même tué peu après et avec lui se termine le règne des Skjöldungs. Mais de Hrothgar descendrait la dynastie scanienne, notamment Ivar Vidfamne, père d'Auðr in djúpúðga qui est présentée comme la mère de Randver et la grand-mère de Sigurd Hring, l'ancêtre des rois de Suède de la Maison de Munsö.

## Légende et histoire
La dynastie des Skjöldung apparait dans plusieurs sources anciennes tels que le Heimskringla de Snorri Sturluson, les poèmes de Beowulf ou la Gesta Danorum de Saxo Grammaticus. Ces récits sont l'objet de reconstruction historique et relèvent dans la légende. L'emplacement de Lejre comme origine de la dynastie est stratégique puisqu'il s'agit effectivement d'un important lieu de pouvoir que l'archéologie parvient à dater depuis le VIe siècle.